# Żrebino
Żrebino (bułg. Жребино) – wieś w Bułgarii, w obwodzie Jamboł, w gminie Ełchowo. Według danych szacunkowych Ujednoliconego Systemu Ewidencji Ludności oraz Usług Administracyjnych dla Ludności, 15 grudnia 2018 roku miejscowość liczyła 128 mieszkańców.